# شاين كامبل (لاعب كرة قدم)
شاين كامبل هو لاعب كرة قدم ومدرب كرة قدم كندي في مركز الدفاع، ولد في 18 نوفمبر 1972 في جيلف في كندا. لعب مع فيرجينيا بيتش مارينرز.